# 白井市議会
白井市議会（しろいしぎかい）は、千葉県白井市に設置されている地方議会である。2023年4月の市議選で18人の定員に対し10人の女性が当選した。女性議員の割合55.6％は全国の自治体議会で最も高い。

## 概要
- 定数：18人
- 任期：2023年4月30日 - 2027年4月29日[2]
- 選挙区：市全体を1選挙区とする大選挙区制（単記非移譲式）
- 議長：岩田典之（北総一揆）
- 副議長：秋谷公臣（面・しろい活性化計画）

## 会派
| 会派名               | 議席数 | 議員名                         |
| -------------------- | ------ | ------------------------------ |
| しろい令和           | 3      | 古澤由紀子、長谷川則夫、伊藤仁 |
| 面・しろい活性化計画 | 3      | 秋谷公臣、広沢修司、久保田江美 |
| 会派 公明党          | 3      | 石井恵子、石原淑行、武藤美砂子 |
| 市民の声             | 2      | 柴田圭子、小田川敦子           |
| New Waveしろい       | 2      | 平田新子、石田里美             |
| 日本共産党           | 2      | 徳本光香、根本敦子             |
| 北総一揆             | 1      | 岩田典之                       |
| しろい未来           | 1      | 田中和八                       |
| つながろう、白井！   | 1      | 荒井靖行                       |
| 計                   | 18     |                                |

（2023年5月25日現在）

## 沿革
2011年
- 3月28日 - 市長の横山久雅子に対する不信任決議案が市議会本会議に提出され、可決された[4]。
- 4月8日 - 横山は自動失職。
- 5月11日 - 柴田圭子が、横山の失職に伴う市長選挙に立候補するため辞職[5]。
- 5月22日 - 白井市長選挙執行。元市職員の伊澤史夫が柴田、横山を破り初当選した。

2013年
- 5月16日 - 鈴木泰彦が印西市のホームセンターで万引きしたかどで書類送検されたと朝日新聞が報道[6]。
- 5月22日 - 鈴木泰彦が辞職[7]。

2019年
- 4月21日 - 白井市議会議員選挙執行。投票率44.74％。定数21に対し23人が立候補した。

2023年
- 4月23日 - 白井市議会議員選挙執行。投票率43.7％。この選挙から定数が「21」→「18」に削減された。10人の女性が当選。女性議員の割合55.6％は全国の自治体議会で最も高い[1]。